# Norra Möre landsfiskalsdistrikt
Norra Möre landsfiskalsdistrikt var 1941–1964 ett landsfiskalsdistrikt i Kalmar län, bildat när Sveriges nya indelning i landsfiskalsdistrikt trädde i kraft den 1 oktober 1941, enligt kungörelsen den 28 juni 1941. Detta distrikt bildades genom sammanslagning av de två landsfiskalsdistrikten Kalmar och Rockneby som hade bildats den 1 januari 1918 när Sveriges första indelning i landsfiskalsdistrikt trädde i kraft. Den 1 januari 1965 avskaffades i Sverige samtliga landsfiskaler och landsfiskalsdistrikt, och deras arbetsuppgifter delades upp på de nyskapade indelningarna polisdistrikt, åklagardistrikt och kronofogdedistrikt.
Landsfiskalsdistriktet låg under länsstyrelsen i Malmöhus län.

## Ingående områden
Kommunerna Dörby, Förlösa, Kläckeberga, Kristvalla och Åby hade tidigare tillhört det upplösta Kalmar landsfiskalsdistrikt och kommunerna Bäckebo, Ryssby landskommun och Ålem hade tidigare tillhört det upplösta Rockneby landsfiskalsdistrikt. När Sveriges nya indelning i landsfiskalsdistrikt trädde i kraft den 1 januari 1952 (enligt kungörelsen 1 juni 1951) ändrades distriktets omfattning.

### Från 1 oktober 1941
Norra Möre härad:
- Bäckebo landskommun
- Dörby landskommun
- Förlösa landskommun
- Kläckeberga landskommun
- Kristvalla landskommun
- Ryssby landskommun
- Åby landskommun

Stranda härad:
- Ålems landskommun

### Från 1 januari 1952
- Alsterbro landskommun
- Dörby landskommun
- Läckeby landskommun
- Ryssby landskommun
- Ålems landskommun